# Runaway Sweetheart
Runaway Sweetheart (chữ Hán: 落跑甜心, Bính âm: Luò Pǎo Tián Xīn, Hán-Việt: Lạc Bào Điềm Tâm) là bộ phim thần tượng (diễn viên tham gia diễn xuất đa phần xuất thân từ ca sĩ thần tượng) Trung Quốc sản xuất bởi Đài truyền hình Hồ Nam, Trung Quốc cùng công ty ShineShow vào năm 2011. Đây một phiên bản làm lại từ bộ phim truyền hình Nhật Bản "Hanazakari no Kimitachi e". Để phân biệt với các phiên bản trước (của Nhật Bản, Đài Loan) và sau (của Hàn Quốc) cộng đồng mạng gọi Runaway Sweetheart với tên "Hana-Kimi Đại lục".
Câu chuyện được làm mới hơn bởi việc xem kẽ vào những tình tiết mới lạ từ bộ phim Gossip Girl. Một trong số những điều kỳ lạ, khó giải thích là trên các áp-phích quảng cáo và những đợt họp báo quảng bá cho bộ phim lại không hề có sự góp mặt của nữ chính Trịnh Tịnh Hâm. Vì vậy, trước khi bộ phim ra mắt, những áp-phích quảng cáo được tiết lộ, dư luận đã gọi bộ phim với cái tên: "The Other Story of Gossip Girl" hay "Chinese Gossip Girl".
Một phiên bản spin-off của Runaway Sweetheart mang tên Hello Summer (chữ Hán: 夏日甜心, Bính âm: Xià Rì Tián Xīn, Hán-Việt: Hạ Nhật Điềm Tâm) (hay còn được biết đến với tên Summer Sweetheart) cũng được sản xuất với độ dài 8 tập, tuy nhận được sự chú ý lớn nhưng lại không được đánh giá cao bởi cốt truyện không mang nhiều điểm hấp dẫn.
Runaway Sweetheart được Đài truyền hình Việt Nam mua bản quyền vào năm 2012, chính thức phát sóng lần đầu tiên trên kênh VTV1 vào thời gian từ tháng 12/2012 - tháng 1/2013 với tiêu đề "Lạc Mất Tình Yêu".

## Cốt truyện
Từ Linh Na (Trịnh Tịnh Hâm) là một cô gái có ý định buông xuôi cuộc sống sau cái chết của bố mẹ và anh sinh đôi Từ Lũy trong một tai nạn. Linh Na theo cô mình sang Mỹ sinh sống nhằm chữa lành vết thương tâm lý nhưng không thành. Tuy nhiên, một lần tình cờ theo dõi một chương trình thể thao, nhìn thấy Đan Hàn Phi (Trần Tường) chạy trên TV và phát biểu sau khi giành chiến thắng, Linh Na bị xúc động mạnh, cô đã tìm lại được niềm tin vào cuộc sống.
Cô quyết tâm về Trung Quốc từ Mỹ để được tận mắt chứng kiến Hàn Phi trên đường chạy và muốn bày tỏ lòng biết ơn và tình cảm của mình. Nhưng lần đó, Hàn Phi lại rời bỏ đường chạy. Trở về Mỹ trong thất vọng nhưng Linh Na không yên tâm, luôn tìm kiếm mọi thông tin về Hàn Phi nhưng không được.
Một năm sau, biết tin Hàn Phi thi đỗ vào Đại học Hoa Quan, Linh Na quyết định về Trung Quốc, cải trang thành nam sinh với cái tên của anh trai mình "Từ Luỹ", trà trộn vào trường, tiếp cận Hàn Phi, mong giúp anh vượt qua trở ngại về tâm lý, trở về với đường chạy - niềm đam mê của cuộc đời anh như anh đã từng giúp cô trước đây.
Tại đây, ngay từ ngày đầu tiên, Linh Na ngốc nghếch đã để lộ thân phận với hai người - Đan Hàn Phi và bác sĩ ở trường. Hàn Phi vờ như không biết, tiếp tục quan sát Linh Na, âm thầm giúp đỡ cô và dần dần bị cô làm cảm động bởi sự hồn nhiên, trong sáng và có chút khờ khạo của mình; còn sau một "thỏa thuận", Linh Na đã "dàn xếp" xong xuôi với viên bác sĩ kỳ quặc này.
Linh Na cũng làm quen với Sài Cách - một tài năng bơi lội. Cậu bạn vui tính, dễ gần, đầu óc hơi kỳ quặc đã giúp đỡ Linh Na rất nhiều. Trớ trêu, khi Sài Cách phát hiện Linh Na là con gái, anh đem lòng yêu cô. Từ đây xảy ra cuộc tình tay ba giữa Hàn Phi - Linh Na - Sài Cách.
Chưa hết, quan hệ của Hàn Phi với bạn gái cũ Bối Nhuế (Triệu Trác Na) cùng tay đội trưởng đội điền kinh Trương Hách cũng phức tạp không kém, thêm vào đó, cô bạn thân cá tính đến từ Mỹ Phạm Ni Sa (Đàm Lị Na) của Linh Na lại xuất hiện và phải lòng Sài Cách ...

## Diễn viên
- Trịnh Tịnh Hâm (郑靓歆) vai Từ Linh Na (徐令娜)/ Từ Luỹ (徐垒) (Tiểu Luỹ - 小垒)
- Trần Tường vai Đan Hàn Phi (单寒飞) (A Phi - 阿飞)
- Trần Hiểu Kha (陈晓柯) vai Sài Cách (柴格)
- Khương Triều (姜潮) vai Khương Triều (姜潮)
- Đàm Lị Na (谈莉娜) vai Phạm Ni Sa (范妮莎)
- Triệu Trác Na (赵卓娜)  vai Bối Nhuế (贝芮)
- Từ Gia Vi (徐嘉苇) vai Từ Gia Vi (徐嘉苇) (Xảo Khắc Lực (徐嘉苇)/Chocolate)/Honey Baby (蜜糖宝贝)
- Trương Hách (张赫) vai Trương Hách (张赫)
- Vũ Nghệ (武艺) vai Đới Trúc (戴竹) (Đại Thử (袋鼠) - Chuột túi)
- Mễ Lộ (米露) vai Bối Trân Ni (贝珍妮)